# Robert Tarjan
Robert Endre Tarjan (Pomona, 30 aprile 1948) è un informatico statunitense, che ha scoperto ed analizzato molti importanti algoritmi riguardanti i grafi; in particolare a lui si deve quello noto come l'algoritmo di Tarjan del più basso antenato comune offline.
Nel 1969 ha conseguito il Bachelor's degree in matematica dal California Institute of Technology e presso la Stanford University ha ottenuto nel 1971 il Master's degree in computer science e nel 1972 il Ph.D. in computer science e secondariamente in matematica, sotto la supervisione di Robert Floyd e Donald Knuth.
Ha ricevuto nel 1982 il primo premio Nevanlinna. La motivazione del premio, venne letta da Jacob Schwartz durante il congresso IMU di Varsavia tenutosi solo nel 1983. In essa si rileva che, contrariamente alla matematica pura, l'informatica teorica non può permettersi di trascurare le questioni di efficienza: essa deve studiare strumenti di calcolo che operano entro precise limitazioni di velocità operativa e memoria disponibile e l'efficienza deve essere una delle sue preoccupazioni primarie. Due attività strettamente collegate, il disegno degli algoritmi e l'analisi degli algoritmi, nascono da quella esigenza inevitabile.
Nel 1984 è stato co-inventore degli heap di Fibonacci e nel 1985 degli alberi splay.
Nel 1986 ha ottenuto il premio Turing per i fondamentali contributi nel disegno e nell'analisi degli algoritmi e delle strutture di dati.
Ha poi insegnato alla Princeton University e ha lavorato per la Hewlett-Packard.